# Pterinochilus murinus
Espèce
Synonymes
- Harpactira elevata Karsch, 1878
- Pterinochilus mamillatus Strand, 1906
- Pterinochilus vosseleri Strand, 1907
- Pterinochilus hindei Hirst, 1907
- Pterinochilus leetzi Schmidt, 2002

Pterinochilus murinus est une espèce d'araignées mygalomorphes de la famille des Theraphosidae.
Elle est la mygale la plus connue d'Afrique. Elle a plusieurs surnoms, dépendant de la variante ou de l'endroit où on la retrouve. Le surnom le plus connu est "Orange baboon tarantula" (araignée babouin orange) se référant à la variante orangée de l'espèce.

## Distribution
Cette espèce  se rencontre en Afrique australe, en Afrique centrale et en Afrique de l'Est.

## Description

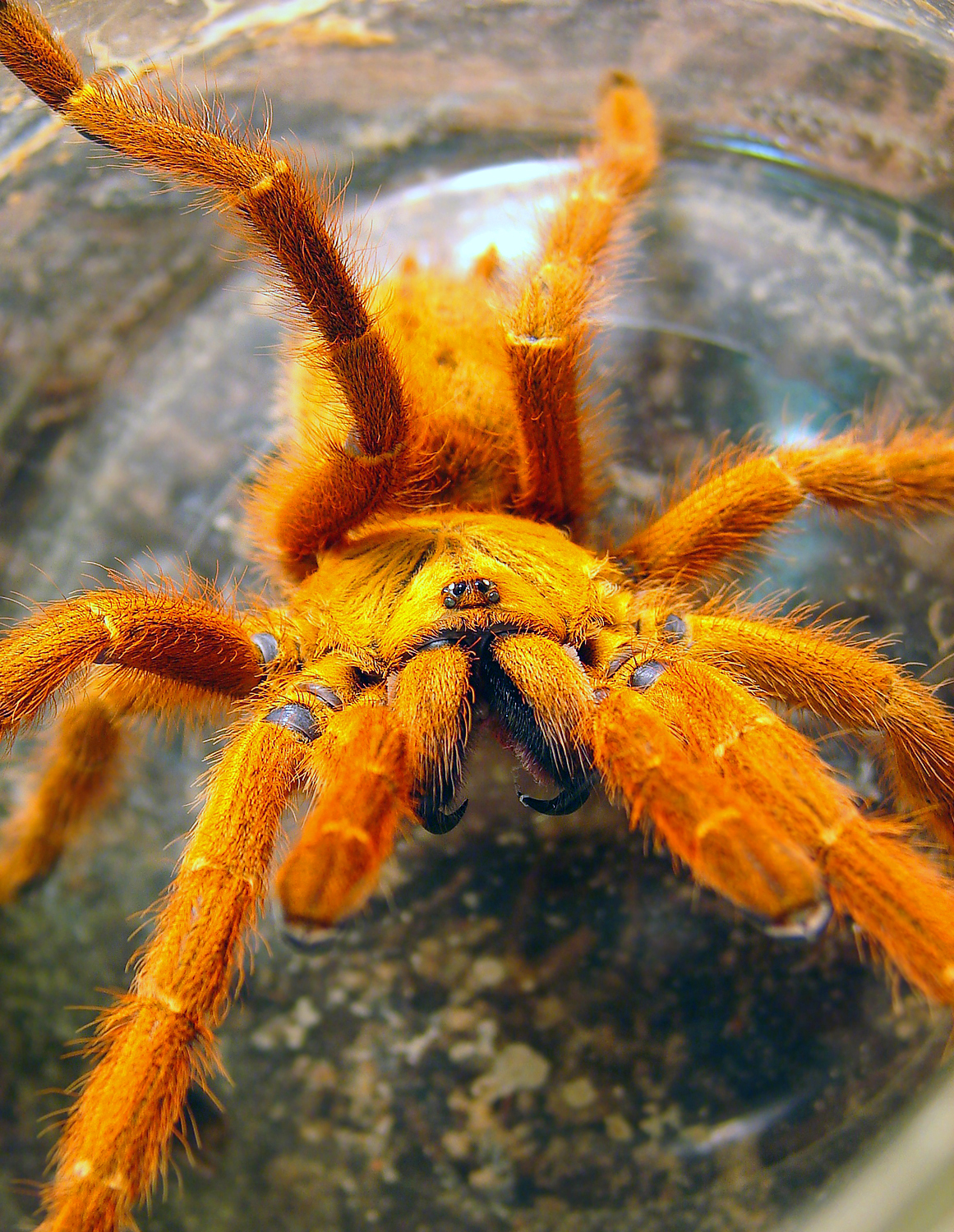
Pterinochilus murinus

C'est une mygale de taille moyenne. La femelle peut atteindre 18 cm d'envergure tandis que le mâle mesure environ 10 cm à l'âge adulte. Elle est de couleur uniforme, la couleur variant selon la forme. On peut aussi observer des petits points de couleur noire ainsi qu'un motif en arête de poisson sur son abdomen. Les juvéniles sont tous gris.
Il existe quatre variantes de cette espèce : gris-orangé, Usambara, rouge et noir.

## Comportement

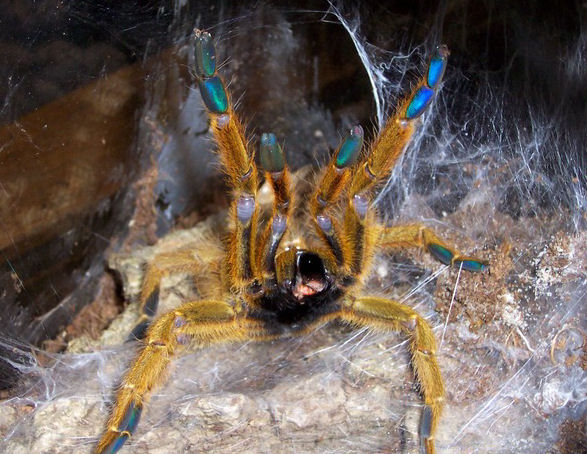
Pterinochilus murinus en position défensive.

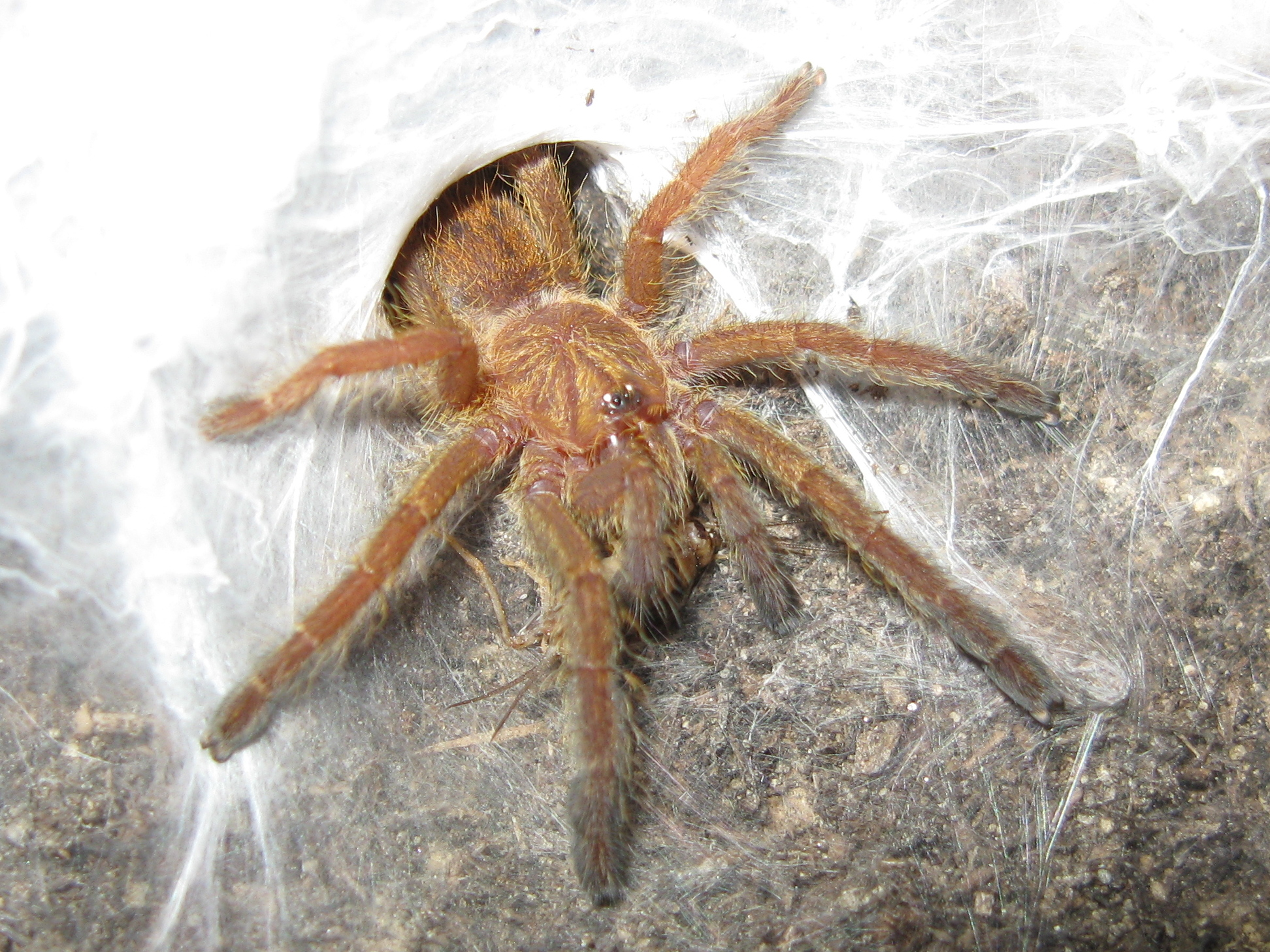
Pterinochilus murinus

Cette mygale est extrêmement agressive et n'hésite pas à faire front à toute menace, ce qui peut la rendre populaire chez certains collectionneurs.
Par contre, elle a une nette tendance à rester cachée en dessous d'une épaisse toile qu'elle tisse pour se dissimuler. À la vue d'une menace, elle se met en position défensive en se tenant sur ses pattes arrière, les pattes avant étant levées dans les airs.

## Morsure
Sa morsure est potentiellement dangereuse pour l'Homme, en particulier pour les enfants et les personnes fragiles
La symptomatologie est la suivante: crampes, vomissements, arthrite temporaire au niveau de la morsure, étourdissement, palpitation cardiaque, enflure et fièvre, coma.

## Publication originale
- Pocock, 1897 : On the spiders of the suborder Mygalomorphae from the Ethiopian Region, contained in the collection of the British Museum. Proceedings of the Zoological Society of London, vol. 1897, p. 724-774 (texte intégral).